# Jana obscura
Jana obscura är en fjärilsart som beskrevs av Aurivillius 1893. Jana obscura ingår i släktet Jana och familjen Eupterotidae. Inga underarter finns listade i Catalogue of Life.